# Conversation Piece
Conversation Piece è un boxset del cantautore britannico David Bowie, pubblicato nel 2019, che comprende cinque CD contenenti registrazioni realizzate tra il 1968 ed il 1969.

## Tracce
Tutte le tracce sono state scritte da David Bowie, eccetto dove indicato.

### CD 1 –Home Demos
1. April's Tooth of Gold – 2:29
2. The Reverend Raymond Brown (Attends the Garden Fête on Thatchwick Green) – 2:15
3. When I'm Five – 3:18
4. Mother Grey – 3:00
5. In the Heat of the Morning – 2:59
6. Goodbye 3d (Threepenny) Joe – 3:19
7. Love All Around – 2:49
8. London Bye, Ta-Ta – 3:31
9. Angel Angel Grubby Face (version 1) – 2:31
10. Angel Angel Grubby Face (version 2) – 2:37
11. Animal Farm – 2:21
12. Space Oddity (solo demo fragment) – 2:39
13. Space Oddity (version 1, with John Hutchinson) – 4:02
14. Space Oddity (version 2, with John Hutchinson) – 5:00
15. Space Oddity (version 3, with John Hutchinson) – 5:10
16. Lover to the Dawn (with John Hutchinson) – 3:50
17. Ching-a-Ling (with John Hutchinson) – 2:58
18. An Occasional Dream (with John Hutchinson) – 2:49
19. Let Me Sleep Beside You (with John Hutchinson) – 2:54
20. Life Is a Circus (Roger Bunn, with John Hutchinson) – 4:50
21. Conversation Piece – 3:47
22. Jerusalem – 4:19
23. Hole In The Ground (with George Underwood) – 3:29

### CD 2 –The 'Mercury' Demos
1. Space Oddity – 5:29
2. Janine – 3:54
3. An Occasional Dream – 3:19
4. Conversation Piece – 3:31
5. Ching-a-Ling – 3:37
6. I'm Not Quite – 4:01
7. Lover to the Dawn – 5:02
8. Love Song – 4:09 (Lesley Duncan)
9. When I'm Five – 3:20
10. Life Is a Circus – 5:28 (Roger Bunn)

### CD 3 –Conversation Pieces (Mono)
1. In the Heat of the Morning (Decca mono version) – 2:51
2. London Bye, Ta-Ta (Decca alternative version) – 2:36
3. In the Heat of the Morning – 3:01
4. London Bye, Ta-Ta – 2:39
5. Karma Man – 3:07
6. When I'm Five – 3:14
7. Silly Boy Blue – 4:32
8. Ching-a-Ling – 2:51
9. Space Oddity (Morgan Studios version – alternative take with John ‘Hutch’ Hutchinson) – 4:22
10. Space Oddity (U.K. single edit) – 4:42
11. Wild Eyed Boy from Freecloud (mono mix) – 4:54
12. Janine (mono mix) – 3:23
13. Conversation Piece – 3:06
14. Let Me Sleep Beside You – 3:20
15. Unwashed and Somewhat Slightly Dazed – 4:03
16. Janine – 3:03

### CD 4 –1969 stereo mixes
1. Space Oddity – 5:14
2. Unwashed and Somewhat Slightly Dazed (inc. Don’t Sit Down) – 6:51
3. Letter to Hermione – 2:32
4. Cygnet Committee – 9:31
5. Janine – 3:21
6. An Occasional Dream – 2:54
7. Wild Eyed Boy from Freecloud – 4:46
8. God Knows I'm Good – 3:17
9. Memory of a Free Festival – 7:09
10. Wild Eyed Boy from Freecloud (single B-side stereo mix) – 4:56
11. Letter to Hermione (early mix) – 2:32
12. Janine (early mix) – 3:23
13. An Occasional Dream (early mix) – 2:54
14. Ragazzo Solo, Ragazza Sola (full length version) – 5:14

### CD 5 –David Bowie(2019 Remix)
1. Space Oddity – 5:20
2. Unwashed and Somewhat Slightly Dazed – 6:18
3. Letter to Hermione – 2:32
4. Cygnet Committee – 9:28
5. Janine – 3:21
6. An Occasional Dream – 2:57
7. Wild Eyed Boy from Freecloud – 4:50
8. Conversation Piece – 3:11
9. God Knows I'm Good – 3:16
10. Memory of a Free Festival – 7:14
11. Wild Eyed Boy from Freecloud (single version) – 4:59
12. Ragazzo Solo, Ragazza Sola – 5:20